# Trachelas fasciae
Trachelas fasciae là một loài nhện trong họ Trachelidae.
Loài này thuộc chi Trachelas. Trachelas fasciae được miêu tả năm 2009 bởi Zhang, Fu & Zhu.